# Aeroportul Lake Rudolf
Aeroportul Lake Rudolf (IATA: LKU) este un aeroport din Kenya.
aeroportul dispune de o singură pistă.